# زالیوی-پیگاوکی
زالیوی-پیگاوکی (به لهستانی:  Zaliwie-Piegawki) یک روستا در لهستان است که در گمینا موکوبوده واقع شده‌است.